# Eudes de Francia
Eudes (también conocido como Odón, Odón de Francia u Odo; hacia 860-La Fère, 1 de enero de 898), conde de París (886-888) y rey de Francia desde 888 hasta 898.

## Biografía
Hijo del conde Roberto de Anjou, también se conoce a Eudes como duque de Francia o conde de París. Fue elegido rey de Francia Occidental en 887 por el valor que demostró en la resistencia frente al ataque de los vikingos del gran ejército (en París entre 885-886), tras la deposición  de Carlos III el Gordo, con lo que es el primer monarca de la dinastía de los Capetos. Fue coronado en Compiègne en el año 888.
Se enfrentó de nuevo a los vikingos a los que derrotó en Montfaucon-d'Argonne. Sin embargo, cuando el futuro Carlos III el Simple le reclamó el trono de los francos occidentales, parte de la nobleza comenzó a oponerse a Eudes.
Eudes fue vasallo de Arnulfo de Carintia pero en 894, este decidió defender la causa de Carlos el Simple. Tres años después, tuvo que rendirse y aceptar las pretensiones de su oponente, a quien reconoció como sucesor (897). Murió en La Fère el 1 de enero de 898.
| Predecesor: Conrado I de Auxerre          | Conde de París 882 - 898            | Sucesor: Roberto              |
| Predecesor: Emperador Carlos III el Gordo | Rey de Francia occidental 888 - 898 | Sucesor: Carlos III el Simple |